# Stichting Bartiméus
Stichting Bartiméus is een Nederlandse zorginstelling voor mensen die slechtziend of blind zijn. Bartiméus heeft vestigingen verspreid over Nederland. Het hoofdkantoor is gevestigd in Zeist. In 2023 werken er circa 1.900 medewerkers en 850 vrijwilligers.

## Geschiedenis
De naam Bartiméus is afkomstig uit een Bijbelverhaal. Hierin geneest Jezus de blinde Bartimeüs. De organisatie vindt zijn oorsprong in de in 1915 opgerichte 'Vereeniging tot bevordering van christelijke opvoeding en onderwijs voor kinderen en jongelieden'. In 1919 kwamen de eerste kinderen naar de nieuwe blinden- of brailleschool in Zeist. Bij het dertigjarig bestaan in 1949 telde de school 93 leerlingen: 81 op de dagschool en 12 op de vakschool. Hiervan waren 82 kinderen inwonend. In hetzelfde jaar werd het onderwijs aan blinden en slechtzienden gescheiden. In 1972 opende prinses Margriet te Doorn Bartiméushage, een woonverblijf voor mensen met zowel een verstandelijke als een visuele beperking. Op Texel werd ‘Bartiméushoeve’ geopend, een vormingscentrum waar cliënten kunnen kennismaken met de natuur van Texel. In 2003 werd de organisatie bestuurlijk gewijzigd. De naam Bartiméushage wordt afgeschaft, alle activiteiten gingen verder onder de naam Bartiméus. Daarna volgde in 2006 een fusie met collega instelling Sonneheerdt. De gefuseerde organisatie ging in 2007 verder onder de naam Bartiméus. Bartiméus Sonneheerdt heet sinds 1 januari 2019 Bartiméus Fonds.

## Missie en motto
In 2019 werd als missie geformuleerd: Wij willen er voor zorgen dat alle mensen die slechtziend of blind zijn in Nederland het leven kunnen leiden dat bij hen past. De stichting richt zich op de ruim 300.000 mensen in Nederland die slechtziend of blind zijn, waaronder mensen met een meervoudige beperking. Het motto van de organisatie is: 'Bartiméus, 100% leven'. Men wil ermee uitdragen dat het niet gaat om hoeveel procent een cliënt ziet, maar om voor hoeveel procent hij in staat is gesteld te leven.

## Taken
Bartiméus groeide rond 2008 uit tot een instelling waar zorg, dienstverlening en onderwijs wordt geboden aan blinde en slechtziende cliënten van alle leeftijden, zowel in verblijfslocaties als thuis. Er zijn meerdere werkplaatsen waar ongeveer zeshonderd mensen met een visuele of meervoudige beperking kunnen werken. 
Het Diagnostisch Centrum van Bartiméus doet specialistisch onderzoek naar de oorzaak van oogklachten, zowel bij kinderen als volwassenen. Ook wordt er veel onderzoek gedaan en advies gegeven over de nieuwste inzichten. 